# 3-硝基过氧苯甲酸
3-硝基过氧苯甲酸是一种有机化合物，化学式为C7H5NO5。它可由3-硝基苯甲酸和过硫酸钾在苄基三乙基氯化铵的存在下反应制得，或通过3-硝基苯甲酸和过氧化氢在甲磺酸中反应制得。它和N-甲基-N-(2-苯乙炔基)甲磺胺在1,2-二氯乙烷中反应，可以得到N-甲基-N-[1-(3-硝基苯甲酰氧基)-2-氧代-2-苯乙基]甲磺胺。